# Ole Gunnar Fidjestøl
Ole Gunnar Fidjestøl (n. 21 martie 1960, Kristiansand, Vest-Agder, Norvegia) este un săritor cu schiurile ce a reprezentat Norvegia, medaliat olimpic. A participat la o ediție a Jocurilor Olimpice (1988) în care a câștigat o medalie de bronz.

## Participări
Lista de mai jos prezintă principalele competiții la care a participat Ole Gunnar Fidjestøl de-a lungul carierei.
- ski jumping at the 1988 Winter Olympics – large hill team[*]